# Pseudopimpla glabripropodeum
Pseudopimpla glabripropodeum är en stekelart som beskrevs av He och Chen 1990. Pseudopimpla glabripropodeum ingår i släktet Pseudopimpla och familjen brokparasitsteklar. Inga underarter finns listade i Catalogue of Life.